# Korshavn
Korshavn est une baie située près du village de Nordskov, au sud de la péninsule de Fyns Hoved sur le côté ouest de Hindsholm, la partie nord-est de la Fionie, au Danemark. La baie offre un abri naturel aux plaisanciers. Elle est signalée par le phare de Korshavn. La baie est reliée à la baie de Dalby.
Plusieurs peintres de la Fionie, tels que Johannes Larsen et Fritz Syberg, ont trouvé l’inspiration pour leurs tableaux dans la belle nature qui s’y trouve.

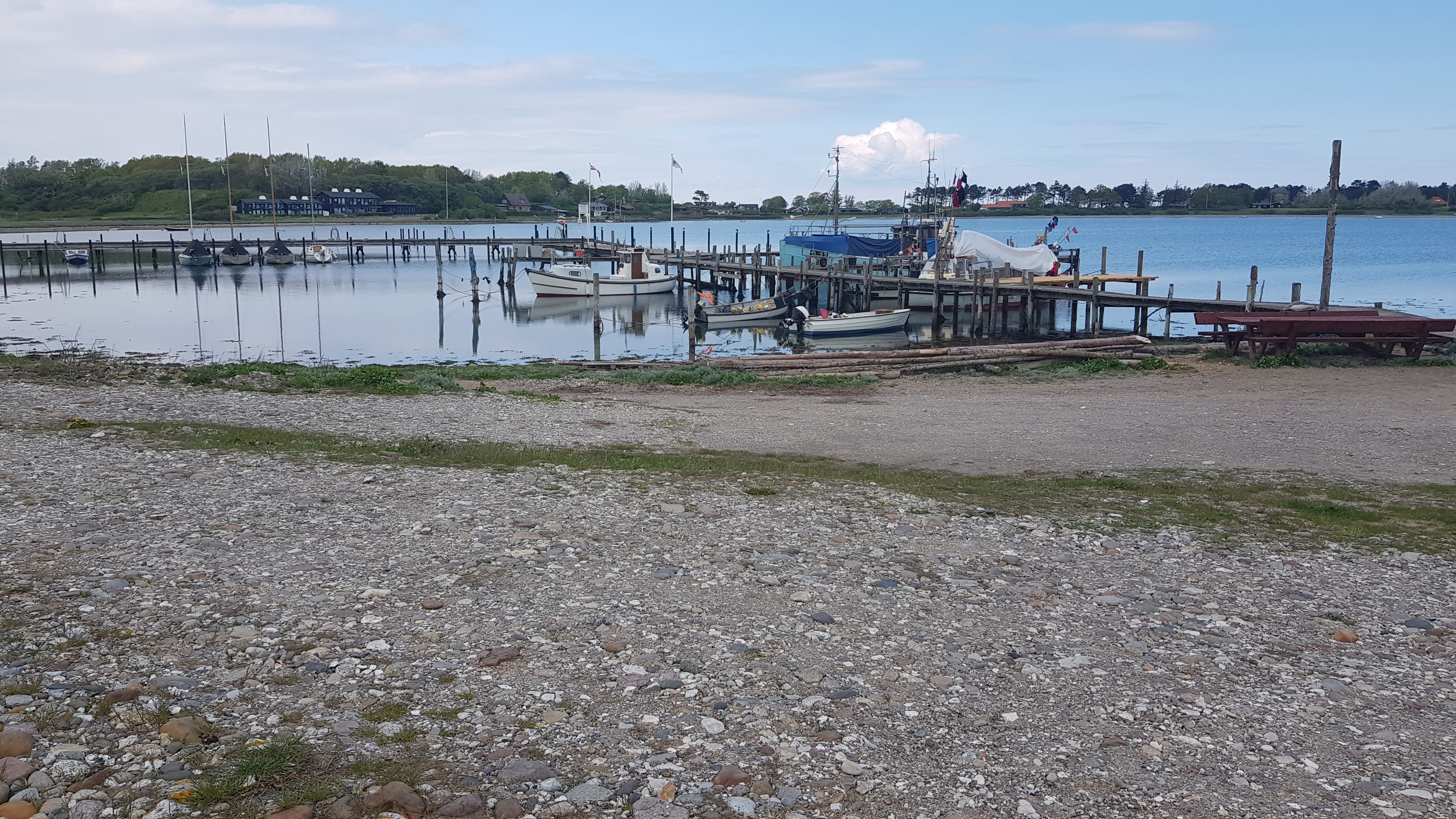
Port de plaisance de Korshavn
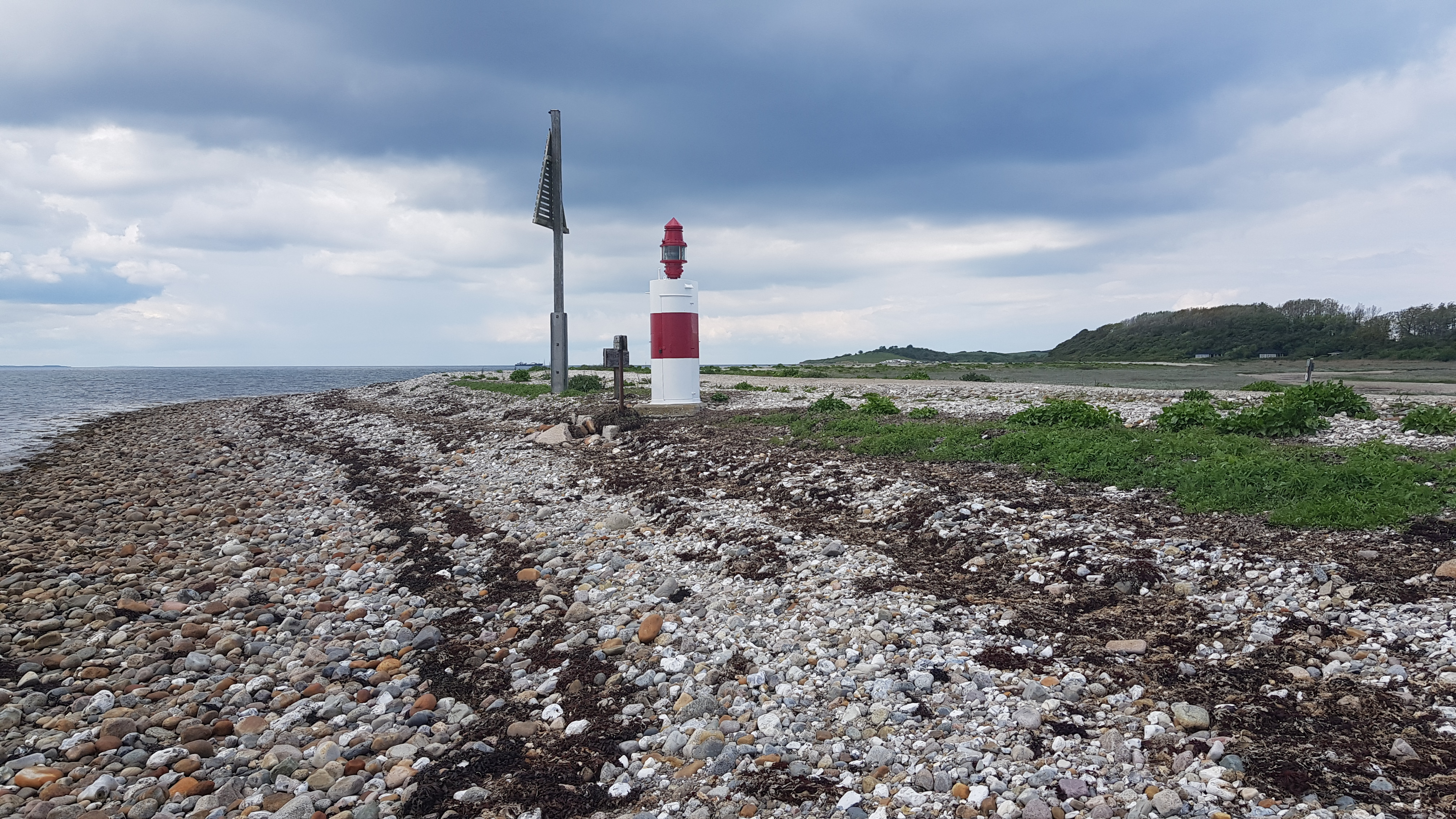
Le phare de Korshavn, de 2 m de haut